# Centre de recherche scientifique de Barzé

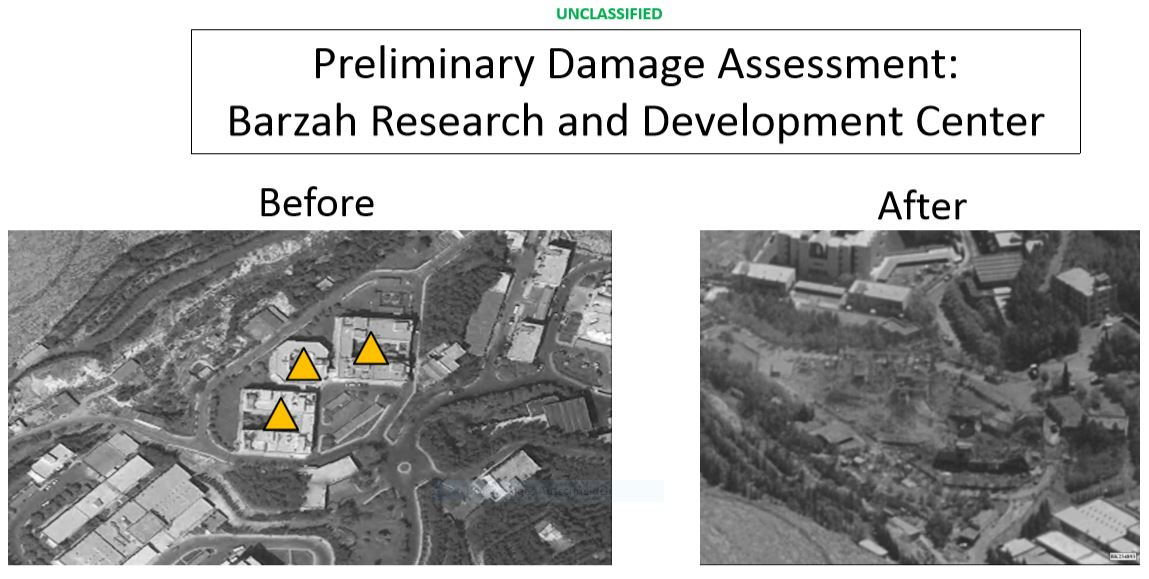
Centre de recherche et de développement de Barzah

Le centre de recherche scientifique de Barzé est une installation du Centre d'études et de recherches scientifiques syrien (CERS) situé à Barzé (ou Barzeh), quartier de Damas. 
Des rapports de l'OIAC indiquent que des enquêteurs de l'organisation ont inspecté les installations de Barzé du 14 au 21 novembre 2017 et concluent que l'analyse des échantillons prélevés lors des inspections n'indique pas de présence de produits chimiques interdits. L'équipe d'inspection n'a pas observé d'activités incompatibles avec les obligations au titre de la Convention sur les armes chimiques lors de la deuxième série d'inspections à l'installation de Barzé.
Cependant, l'analyse d'échantillons environnementaux collectés par une équipe d'inspection qui s'est rendue à Barzé en novembre 2018 détecte des traces d'un produit chimique appartenant à une catégorie de produits qui sont eux-mêmes des armes chimiques ou peuvent être utilisés pour fabriquer des armes chimiques.
L'ONU a demandé au gouvernement syrien des explications sur la détection, mais en mars 2023, la Syrie n'a fourni aucune information technique ni explication sur cette détection. 
Lors d'une conférence de presse le 13 avril 2018, le secrétaire américain à la Défense Jim Mattis et le général de marine Joseph Dunford affirment que ce centre est utilisé pour la recherche, le développement, la production et les essais d'armes chimiques et biologiques.
Plusieurs bâtiments du centre qui seraient associés au programme syrien d'armes chimiques ont été détruits lors des frappes de missiles de 2018 contre la Syrie pendant la guerre civile syrienne, après l'attaque chimique de Douma. Les autres bâtiments du complexe, plus vaste, n'ont pas été endommagés. 